# Itopridă
Itoprida este un medicament utilizat ca prokinetic gastric, fiind utilizat în tratamentul dispepsiilor și a altor tulburări gastrointestinale. Itoprida acționează ca antagonist al receptorilor dopaminergici D2, dar este și un inhibitor de acetilcolinesterază. Calea de administrare disponibilă este cea orală.